# Palazzo Bonelli (Barletta)
Il Palazzo Bonelli è un palazzo medievale di Barletta, ubicato alla confluenza di importanti arterie viarie della città e costituisce una testimonianza di architettura civile medievale. È uno dei rarissimi esempi di architettura civile privata medievale esistenti in Puglia e in Italia meridionale, giunti fino a noi in condizioni pressoché intatte. La sua fondazione è collocabile verso la fine del XIII secolo, quando la città assunse una particolare importanza e floridezza.
È "arcato" come Palazzo Bruotschy.

## Storia
Appositamente situato in una zona di passaggio della città antica, molto ambita ed importante per l’alta società dell’epoca, il palazzo fu edificato nel 1324 da Guala d’Yserio. Alla morte di d’Yserio, il palazzo divenne di proprietà della famiglia Della Marra, che ne rimase proprietaria fino al 1600, in quanto d’Yserio nel 1326 aveva sposato Adolisia Della Marra. Non avendo avuto figli, alla morte di d’Yserio fu nominata erede Adolisia.
Gli studi su questo influente e numeroso gruppo familiare, la cui storia, coprendo un arco di circa sei secoli, ci consentono di ricostruire uno spaccato delle vicende politiche ed istituzionali della città, a fornirci le poche notizie storiche sull’edificio. Palazzo Bonelli sarebbe stata infatti la prima dimora della famiglia, trasferitasi intorno al 1633 in via Cialdini, nel bel palazzo rinascimentale che porta ancora oggi il loro nome, attuale sede della Pinacoteca De Nittis. La famiglia Della Marra tra le più antiche di Barletta, raggiunse il suo apice di potere proprio tra il XIV ed il XVI secolo. La sua importanza fu tale da denominare il borgo in cui si trovava “Marrensium” ovvero dei Della Marra e per suo volere, in vicinanza della casa sull’area dove è ubicata l’attuale piazzetta, fu costruita una chiesa (distrutta nel corso dei secoli successivi) dedicata a san Ruggiero vescovo di Canne.
Non si hanno notizie in merito alle vicende storiche che interessarono l'edificio, nel periodo compreso tra il 1362 ed il 1582. Testimonianze documentarie si trovano partire dal 1583, in cui risulta di proprietà della famiglia Visco. Da questo momento, per il palazzo si prospetteranno a breve scadenza molteplici cambiamenti di proprietà, infatti nel 1608 fu sequestrato ad Alessandro Visco e fu dato in pegno a Vincenzo Gentile, il quale ad aprile del 1616 lo cedette ai coniugi Antonio De Paredes e Camilla Marulli. Nel 1685 fu acquistato dai fratelli Cesare e Filippo Bonelli, appartenenti alla famiglia di origine normanna, stabilitasi a Barletta nel 1100.

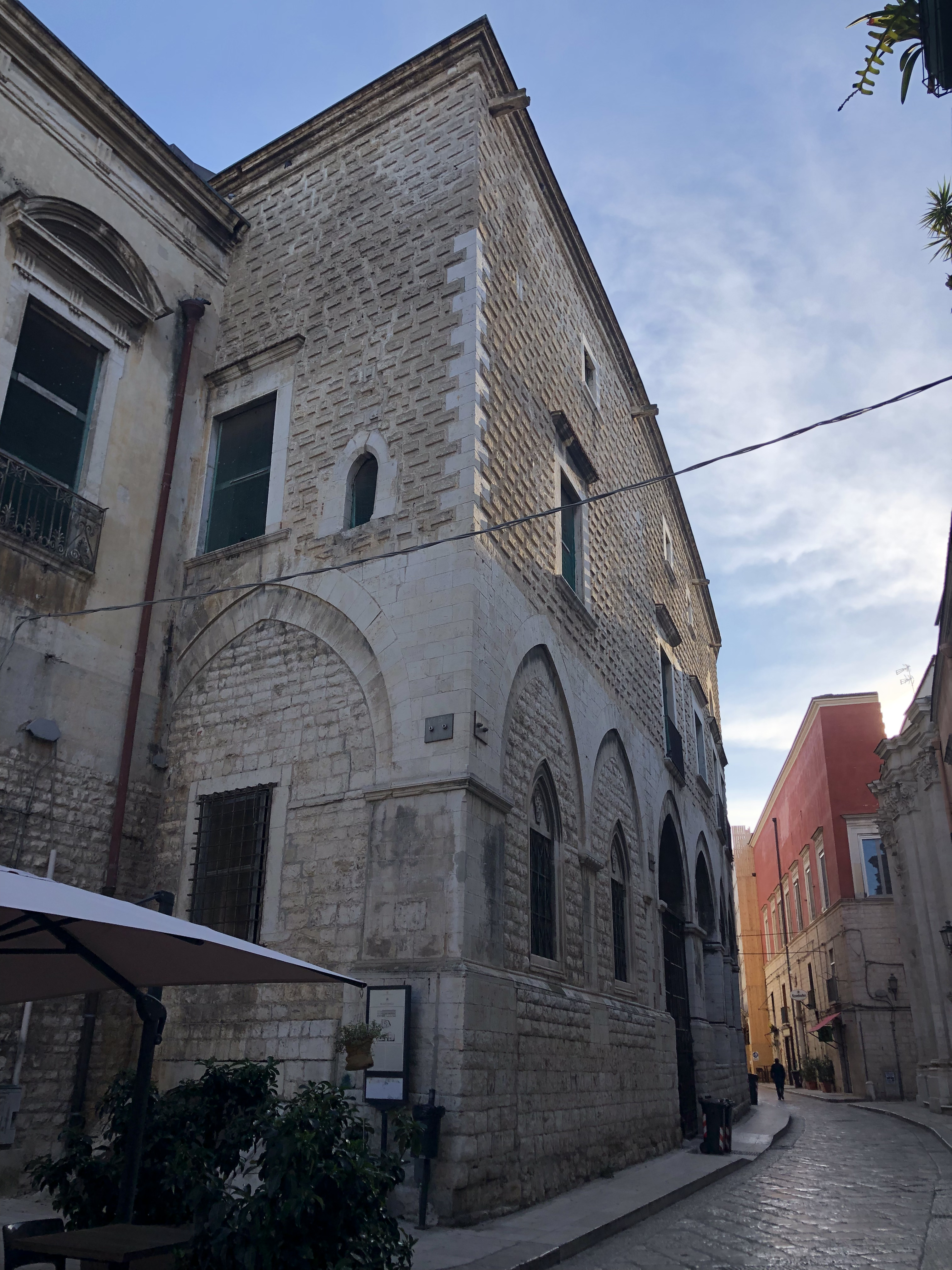
Veduta est del palazzo

La famiglia Bonelli ha conservato la proprietà del palazzo fino a quando, durante gli anni ottanta del Novecento, l'intero complesso venne venduto alla cassa di Risparmio di Puglia, il quale avviò un primo intervento di restauro, mai concluso a causa della successiva vendita dell’immobile al Comune di Barletta. Dopo un periodo di totale abbandono, lo stabile fu sottoposto ad importanti lavori strutturali finalizzati a consolidarne la struttura. Attualmente, risulta ancora privo di destinazione d’uso e non è visitabile.
Palazzo Bonelli è stato dichiarato monumento nazionale nel 1910.

## Descrizione

### Esterno
L'analisi delle strutture, sottoposte nel corso dei secoli a numerose trasformazioni architettoniche, evidenzia che il palazzo è attualmente il risultato dell'aggregazione di diversi corpi di fabbrica, tra cui i più antichi risalgolo probabilmente al XIII secolo. La fase edilizia più importante, caratterizzata dagli interventi voluti dai Della Marra, è collocabile tra il XIV e XV secolo. Successivamente, tra il XVII e il XIX secolo, i Bonelli ampliarono il palazzo adeguandolo allo stile e al gusto del tempo.
La facciata si compone di due parti distinte: la zona inferiore, con il lungo porticato oggi chiuso da cancellate ma un tempo percorribile, è costituita da dieci archi sul prospetto di corso Garibaldi e da un arco per ciascuno dei lati che sporgono sulla strada. Completamente chiusa è la parte di nord-est, che presenta due tarde monofore. Le restanti aperture risultano invece murate per un'altezza di circa un metro e mezzo, ad eccezione degli arconi che corrispondono ai due portali di accesso, rispettivamente ai numeri civici 216 e 218. Apparentemente omogeneo, anche per effetto del restringimento della strada che ne impedisce una visione d’insieme, questo porticato presenta archi di diversa altezza e larghezza, realizzati tutti con una doppia ghiera di cui quella esterna leggermente sopravanzata. Differenti come dimensioni sono anche i pilastri che li sostengono, soprattutto il quinto e il sesto da nord-est, più sottili e senza alcun risvolto interno, come invece accade per gli altri pilastri.
La facciata principale si apre su Corso Garibaldi, con un porticato di gusto gotico scandito da dodici arcate con archi ogivali a doppia ghiera su pilastri quadrati. Al palazzo si accede attraverso due portali: il primo, adiacente alle due campate e il secondo, a destra. Il piano superiore, riferibile ad interventi svolti in età moderna, mostra una serie di finestre architravate e conserva tracce della fabbrica medievale, evidenti nella piccola monofora con arco lunato e nell'apertura dal profilo a edicola.

### Interno
L'interno è caratterizzato da numerosi ambienti organizzati intorno a cortili in alcuni dei quali sono evidenti resti della preziosa decorazione medievale. Del corredo scultoreo si segnalano, in particolare la lunetta scolpita del portale al piano nobile che ospita una carnosa pianta con foglie e frutti, alcuni capitelli, assimilabili al tipo di chrochets con fogliame uncinato e le eleganti bifore con archetti tribolati del delicato intaglio a motivi vegetali.